# دهه ۱۰۹۰ (میلادی)
دهه ۱۰۹۰ (میلادی)صد و نهمین دهه تقویم میلادی است.

## درگذشتگان
‎